# Halte des Salelles
Halte des Salelles vasútállomás Franciaországban, Les Salelles településen.

## Vasútvonalak
Az állomást az alábbi vasútvonalak érintik:
- Monastier-La Bastide-Saint-Laurent-les-Bains-vasútvonal

## Kapcsolódó állomások
A vasútállomáshoz az alábbi állomások vannak a legközelebb:
- Gare du Monastier
- Gare de Chanac